# 1000-km-Rennen auf dem Nürburgring 1987

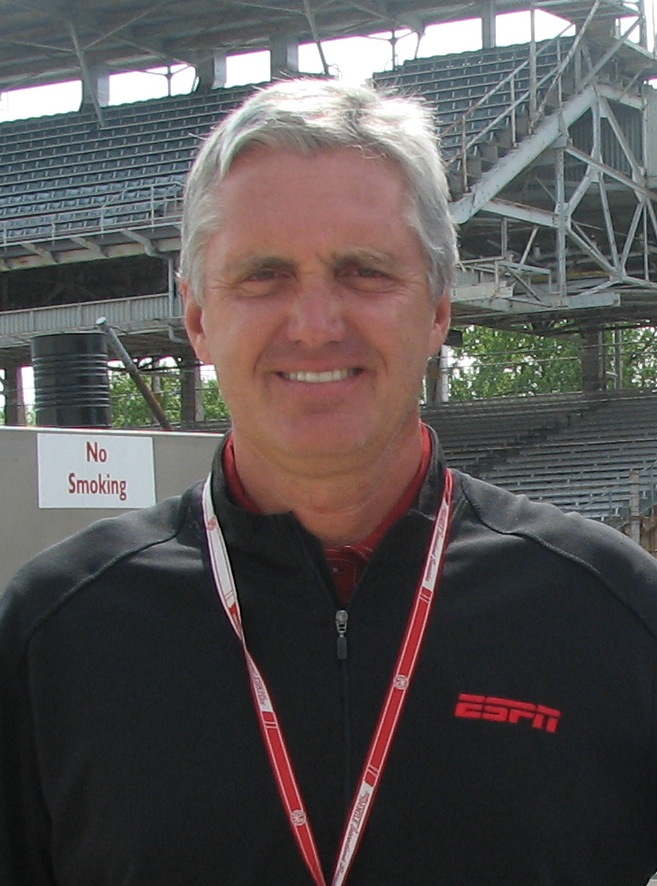
Eddie Cheever siegte mit Partner Raul Boesel 1987 am Nürburgring

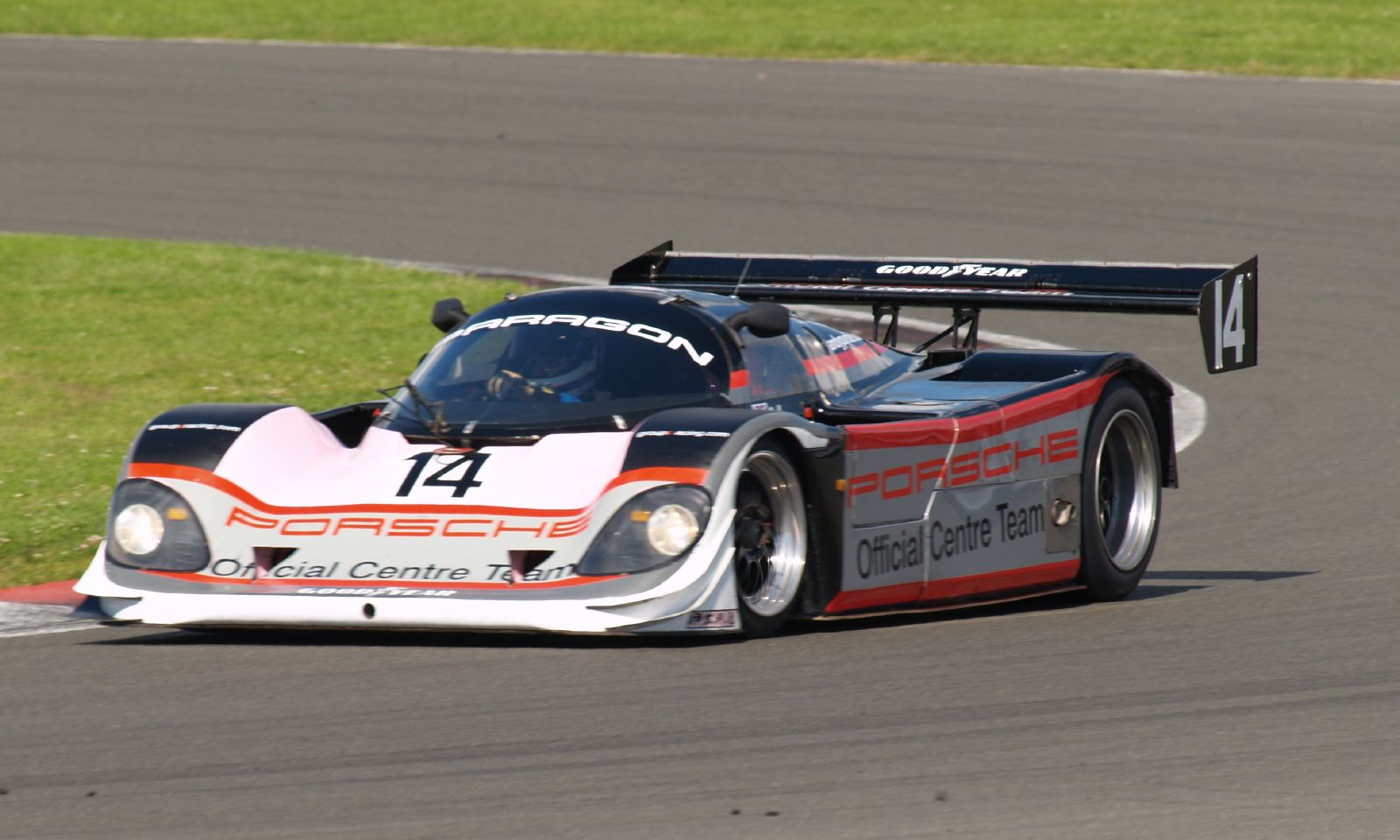
Porsche 962 mit GTi-Karosserie, wie von Richard Lloyd Racing eingesetzt

Das 32. 1000-km-Rennen auf dem Nürburgring, auch Int. ADAC-1000-km-Rennen, Nürburgring, fand am 30. August 1987 am Nürburgring statt und war der achte Wertungslauf der Sportwagen-Weltmeisterschaft dieses Jahres.

## Das Rennen
Mit einem weiteren Erfolg in der Gesamtwertung – nach den Erfolgen beim 360-km-Rennen von Jarama, dem 1000-km-Rennen von Jerez und den 1000-km-Rennen von Monza, Silverstone und Brands Hatch – konnte sich die Werksmannschaft von Jaguar unter der Führung von Tom Walkinshaw schon am Nürburgring die Gesamtwertung in der Sportwagen-Weltmeisterschaft 1987 sichern.
Porsche hatte sich nach dem 24-Stunden-Rennen von Le Mans werkseitig aus der Sportwagen-Weltmeisterschaft zurückgezogen und die bisher nur den Werkswagen vorbehaltenen 3-Liter-6-Zylinder-Turbomotoren an die Kundenteams weitergegeben. Dieser Vorgang stieß allerdings auf Kritik mancher Kundenteamchefs. Einerseits wurde kritisiert, dass Porsche nicht auch die Werks-Chassis weitergab und anderseits das schlechtere Ansprechverhalten des 3-Liter-Motors gegenüber dem herkömmlichen 2,8-Liter-Aggregat bemängelt. Bei Richard Lloyd verzichtete man auf den 3-Liter-Motor, dennoch erzielte Mauro Baldi im Porsche 962C GTi mit 1.24.430 Minuten die schnellste Rundenzeit im Training.
Den besten Start hatte Klaus Ludwig im Joest-962C, der die Führung übernahm. Während Eddie Cheever im Jaguar XJR-8 einen Frühstart hatte und mit einer Strafminute belegt wurde, konnte Derek Bell den zweiten Joest-Porsche nicht zeitgerecht starten und ging als Letzter ins Rennen.
Nach 28 Runden fiel der Jaguar mit der Startnummer 5, in dem Jan Lammers am Steuer saß, mit einem Riss im Motorblock aus. Nach 118 Runden musste der lange führende Klaus Ludwig wegen einer gebrochenen Schaltgabel das Rennen aufgeben, und der Weg war frei für den Sieg von Raul Boesel und Eddie Cheever im zweiten Jaguar, die damit den Weltmeistertitel für die britische Marke gewannen.
In der C2-Klasse fielen die Favoriten nach einem dramatischen Rennen wegen Benzinmangels aus. Ray Mallock schaffte es im Ecosse C286 nicht mehr an die Box zum letzten Boxenstopp, sondern blieb knapp vor der Einfahrt ohne Treibstoff stehen. Gordon Spice, im Spice SE87C, kam zwar an die Box, dort ließ sich der Wagen jedoch nicht mehr starten und musste angeschoben werden, was die Disqualifikation zur Folge hatte. Der Klassensieg ging an Costas Los und Dudley Wood, die einen Tiga GC287 fuhren.
Die schnellste Rennrunde war Klaus Ludwig schon in der dritten Runde gefahren, der den neuen Nürburgring in 1.29.510 Minuten umrundete.

## Ergebnisse

### Schlussklassement
| 1               | C1 | 4   | Silk Cut Jaguar             | Raul Boesel Eddie Cheever                           | Jaguar XJR-8     | 221 |
| 2               | C1 | 7   | Joest Racing                | Derek Bell Hans-Joachim Stuck                       | Porsche 962C     | 218 |
| 3               | C1 | 2   | Brun Motorsport             | Jochen Mass Oscar Larrauri                          | Porsche 962C     | 216 |
| 4               | C1 | 8   | Joest Racing                | Frank Jelinski Louis Krages Stanley Dickens         | Porsche 962C     | 212 |
| 5               | C1 | 15  | Britten-Lloyd Racing        | Mauro Baldi Jonathan Palmer                         | Porsche 962C GTi | 211 |
| 6               | C1 | 3   | Brun Motorsport             | Hans-Peter Kaufmann Franz Hunkeler Jesús Pareja     | Porsche 962C     | 208 |
| 7               | C1 | 72  | Primagaz Compétition        | Jürgen Lässig Cathy Muller Bernard de Dryver        | Porsche 962C     | 208 |
| 8               | C1 | 31  | Dauer Racing                | Jochen Dauer Harald Grohs                           | Porsche 962C     | 207 |
| 9               | C2 | 121 | Cosmic GP Motorsport        | Dudley Wood Costas Los                              | Tiga GC287       | 198 |
| 10              | C2 | 106 | Kelmar Racing               | Pasquale Barberio Vito Veninata Ranieri Randaccio   | Tiga GC85        | 198 |
| 11              | C2 | 101 | Swiftair Ecurie Ecosse      | Mike Wilds Win Percy                                | Ecosse C286      | 197 |
| 12              | C1 | 1   | Brun Motorsport             | Walter Brun Uwe Schäfer                             | Porsche 962C     | 191 |
| 13              | C2 | 104 | URD Junior Team             | Rudi Seher Hellmut Mundas                           | URD C81/2        | 186 |
| 14              | C1 | 10  | Kremer Porsche Racing       | Volker Weidler Kris Nissen                          | Porsche 962C     | 183 |
| 15              | C2 | 198 | Roy Baker Racing            | Max Cohen-Olivar David Andrews Chris Ashmore        | Tiga GC286       | 182 |
| 16              | C2 | 127 | Chamberlain Engineering     | Nick Adams Bob Juggins                              | Spice SE86C      | 170 |
| Nicht klassiert |    |     |                             |                                                     |                  |     |
| 17              | C2 | 114 | Team Tiga Ford Denmark      | Thorkild Thyrring Peter Elgaard                     | Tiga GC287       | 149 |
| 18              | C2 | 118 | Olindo Iacobelli            | Jean-Louis Ricci Olindo Iacobelli Georges Tessier   | Spice SE86C      | 141 |
| 19              | C2 | 123 | Charles Ivy Racing          | John Sheldon Philippe de Henning                    | Tiga GC287       | 116 |
| Disqualifiziert |    |     |                             |                                                     |                  |     |
| 20              | C2 | 111 | Spice Engineering           | Fermín Vélez Gordon Spice                           | Spice SE87C      | 200 |
| Ausgefallen     |    |     |                             |                                                     |                  |     |
| 21              | C2 | 102 | Swiftair Ecurie Ecosse      | Ray Mallock David Leslie                            | Ecosse C286      | 194 |
| 22              | C1 | 61  | Kouros Racing Team          | Mike Thackwell Johnny Dumfries Henri Pescarolo      | Sauber C9        | 138 |
| 23              | C1 | 42  | Noël del Bello              | Jean-Pierre Jaussaud Noël del Bello Lucien Rossiaud | Sauber C8        | 138 |
| 24              | C1 | 9   | Joest Racing                | Bob Wollek Klaus Ludwig                             | Porsche 962C     | 117 |
| 25              | C2 | 117 | Team Lucky Strike Schanche  | Will Hoy Martin Schanche                            | Argo KM19B       | 86  |
| 26              | C2 | 177 | Automobiles Louis Descartes | Dominique Lacaud Louis Descartes Gérard Tremblay    | ALD 03           | 29  |
| 27              | C1 | 5   | Silk Cut Jaguar             | Jan Lammers John Watson                             | Jaguar XJR-8     | 28  |
| 28              | C2 | 200 | Dahm Cars Racing Team       | Peter Fritsch Kenneth Leim Dieter Heinzelmann       | Argo JM19        | 11  |
| 29              | C2 | 20  | Tiga Team                   | Tim Lee-Davey Evan Clements                         | Tiga GC87        | 9   |
| Nicht gestartet |    |     |                             |                                                     |                  |     |
| 30              | C1 | 62  | Kouros Racing               | Johnny Dumfries Manuel Reuter                       | Sauber C9        | 1   |
| 31              | C2 | 178 | Automobiles Louis Descartes | Bruno Sotty Gérard Tremblay                         | ALD 02           | 2   |
| 32              | C2 | 188 | Ark Racing                  | Lawrie Hickman Max Payne                            | Ceekar 83J-1     | 3   |
| 33              | C1 | 4T  | Silk Cut Jaguar             |                                                     | Jaguar XJR-8     | 4   |

1 Unfall im Training
2 Unfall im Training
3 Motorschaden im Training
4 Trainingswagen

### Nur in der Meldeliste
Hier finden sich Teams, Fahrer und Fahrzeuge, die ursprünglich für das Rennen gemeldet waren, aber aus den unterschiedlichsten Gründen daran nicht teilnahmen.
| Pos. | Klasse | Nr. | Team                         | Fahrer                                          | Chassis        |
| ---- | ------ | --- | ---------------------------- | ----------------------------------------------- | -------------- |
| 34   | C1     |     | Kremer Racing                |                                                 | Porsche 962C   |
| 35   | C1     | 34  | Walter Lechner Racing School | Walter Lechner                                  | Porsche 962C   |
| 36   | C2     | 103 | John Bartlett Racing         | John Bartlett                                   | Bardon DB1/2   |
| 37   | C2     | 125 | Patrick Oudet                | Bruno Sotty Jean-Claude Ferrarin                | Tiga GC85      |
| 38   | C2     | 140 | Walter Lechner Racing School | Günter Gebhardt Walter Lechner Ernst Franzmaier | Gebhardt JC873 |
| 39   | C2     | 141 | Pierre-Alain Lombardi        | Pierre-Alain Lombardi                           | Rondeau M379C  |
| 40   | C2     | 181 | Dune Motorsport              | Duncan Bain Neil Crang Jean Krucker             | Tiga GC287     |

### Klassensieger
| Klasse | Fahrer      | Fahrer        | Fahrzeug     | Platzierung im Gesamtklassement |
| ------ | ----------- | ------------- | ------------ | ------------------------------- |
| C1     | Raul Boesel | Eddie Cheever | Jaguar XJR-8 | Gesamtsieg                      |
| C2     | Costas Los  | Dudley Wood   | Tiga GC287   | Rang 9                          |

### Renndaten
- Gemeldet: 40
- Gestartet: 29
- Gewertet: 16
- Rennklassen: 2
- Zuschauer: 15000
- Wetter am Renntag: warm und trocken
- Streckenlänge: 4,542 km
- Fahrzeit des Siegerteams: 5:55:53,120 Stunden
- Gesamtrunden des Siegerteams: 221
- Gesamtdistanz des Siegerteams: 1003,782 km
- Siegerschnitt: 169,231 km/h
- Pole Position: Mauro Baldi – Porsche 962C GTi (#15) – 1.24,430 – 191,399 km/h
- Schnellste Rennrunde: Klaus Ludwig – Porsche 962C (#9) – 1.29,510 – 182,675 km/h
- Rennserie: 8. Lauf zur Sportwagen-Weltmeisterschaft 1987